# Apă de toaletă

## Istoria parfumului
Termenul ”parfum” vine din limba latină ”per” însemnând ”prin” și ”fumus” fiind ”fum”. Mai târziu, francezii au dat denumirea de ”parfum” mirosului plăcut care provenea de la arderea de tămâie, care a fost descoperit de către Mezopotamieni cca. 4000 de ani în urmă. În  culturile antice se ardeau diverse feluri de ierburi parfumate la ceremoniile religioase. Adeseori înmuiau lemnurile aromate în apă și ulei, după care lichidul era aplicat pe piele. În antichitate, apele parfumate erau de mare valoare, găsim referințe de parfum și în Biblie.
Din hieroglife arheologii au descifrat că parfumul juca un rol important în viața egiptenilor. De asemenea era un produs foarte scump în acea vreme. Regina Hatseptut a organizat expediții în căutarea ingredientelor parfumate din care se făceau apele parfumate. Mai târziu urme de parfumuri s-au găsit în mormântul ei și al altor faraoni. Faraonii erau în contact cu apele parfumate de la naștere până la moarte și se așeza parfum în mormintele lor ca să aibă pielea fină și în viața de apoi. Egiptenii se înbăiau în apă parfumată care făcea parte din obiceiurile personale, acesta fiind predecesorul băilor Grecești pretențioase. Regina Cleopatra utiliza ape parfumate cu predilecție. În timpul călătoriilor navale, sosirea reginei era anunțată de nori de parfum.
Grecii și Romanii au învățat despre parfumuri de la Egipteni. Datorită climatului favorabil au fost în stare să importe din India condimente și plante aromate, precum ghimbirul, piperul și lemnul de santal. Theophratsus din Atena a cercetat modurile în care percepem mirosurile și se pot crea produse parfumate, notând conexiunile dinre aromă și gust. Standurile de prfumuri au devenit un punct de întâlnire pentru oamenii bogați care achiziționau produse parfumate pentru baia lor zilnică. Grecii sunt numiți creatorii primului parfum, care era încă foarte diferit de parfumurile cunoscute astăzi. Acesta era o combinație de pudre parfumate amestecate cu uleiuri, fără utilizatea alcoolului.
Romanii aveau obiceiul de a aplica parfum pe piele de trei ori pe zi. Câinii și caii împăratului erau de asemenea parfumați. În timpul ospățurilor, păsări parfumate au fost eliberați din colivii pentru a parfuma camera. Augustus parfuma dulapurile sale cu haine împotriva moliilor.
Arabii sunt cei care au legat trecutul parfumurilor cu prezentul. Procesul extragerii uleiurilor din flori prin distilare, a fost inventat de Avicenna, un doctor arab, care era și chimist. Procedura este și astăzi folosită în întreaga lume.
În timpul domniei lui Catherine de Medici (1519-1589) industria parfumurilor era înflorătoare în Franța. Regina avea propriul parfumier din Italia, Rene le Florentin. Laboratoarele lui erau conectate cu apartmentele reginei prin pasaje subterane secrete, astfel formulele secrete nu erau furate. Mănușile parfumate au devenit populare în Franța în 1656. Astfel s-a înființat asociația parfumierilor și al producătorilor de mănuși.
În secolul al XVIII. curtea regelui Louis al XV-lea se numea curtea parfumată, unde parfumul nu era aplicat doar pe piele, ci și pe haine și mobilier. Regele a ordonat un parfum diferit în fiecare zi pentru apartamentul său.
După ce Napoleon Bonaparte s-a ridicat la putere s-au organizat expediții imense pentru achiziționarea ingredientelor parfumate. Napoleon primea doi litri de colonie de viorea în fiecare săptămână. Josephine avea preferințe mai puternice de parfum. Folosea atât de mult parfum de mosc, încât la 60 de ani după moartea ei, mirosul încă se simțea în budoirul ei.
În Anglia industria parfumurilor și-a atins apogeul în timpul domniei lui Henry al VIII-lea și al reginei Elisabeta I. Toate locurile publice erau parfumate după ordonanța reginei, ca să ascunde mirosurile intolerabile. Mândria domnișoarelor era să experimenteze cu amestecarea parfumurilor delicate.
În aceeași măsură cu arta, parfumurile s-au schimbat în secolul al XIX-lea. Gusturile schimbătoare și dezvoltarea chimiei au pus bazele parfumulirol cum îi cunoaștem astăzi. Revoluția Franceză nu a declinat căutarea parfumurilor. S-a creat chiar un parfum numit "Parfum á la Guillotine". În timpul guvernului postrevoluționar oamenii au îndrăznit din nou să își exprime dorința pentru bunurile luxuriante, precum parfumurile.
În America timpurie, primele ape parfumate erau colonii. Apa de colonie dintr-un strop de ulei de cuișoare, cassia, și lemongrass era la mare căutare și se numea Apă de Florida. La începutul noului secol, parfumurile erau compuse dintr-o singură floare dominantă. Trandafir, liliac și lăcrimioare erau aromele preferate. Mai târziu au fost introduse parfumurile abstracte, fără legătură cu aromele de odinioară. Acestea au revoluționat industria. Astăzi parfumurile devin din ce în ce mai complexe cu multe note dezvoltate chimic.

#### Istoria apei de toaletă
În secolul al XIV-lea, predecesorul apei de
colonie a fost creat, acesta fiind apa de toaletă din Ungaria. Regina Elisabeta a Ungariei (1305-1380) a creat un amestec de uleiuri fragrante cu alcool, care se
evapora încet de pe piele. Apa Ungariei, fiind astfel prima apă de toaletă creată. Se numea "eau de la reine de hongrie" și avea bază de rozmarin.
Regele France Louis XIV (1638-1715) a folosit un amestec de arome, numit ”apă divină” pentru a parfuma cămășile, compus din lemn de aloe, mosc, floare de portocală, apă de trandafiri și alte condimente.
Se credea că unele ape de toaletă care se aplicau pe piele au beneficii medicale. Revista Medical Record, redactat în 1905 menționează că apa de toaletă restabilește energia. Între secolele XIV-XVI un tip de apă de toaletă numit ”apa ciumei” se credea că alungă simptomele bolii.

#### Apa de Toaletă
Eau de Toilette (sau apa de toaletă) este o formă mai ușoară a apei de parfum, folosit pentru împrospătarea pielii. Termenul de toilette/toaletă este folosit în acest context ca și spălare, îngrijire personală.
Apa de toaletă se încadrează în categoria ”ape aromatice” și are o concentrație ridicată de alcool. De regulă se aplică direct pe piele, după baie sau bărbierit. Original a fost creat din alcool și diverse uleiuri volatile. În mod tradițional rezultatul a fost numit de către ingredientul principal, ca și apă geranium, apă de lavandă, apă liliac, apă violet, spirit de myrcia și eau de Bretfeld. Acesta este motivul pentru care adesea apa de toaletă este amintit și ca „apă de flori”.
În parfumeria modernă, apa de toaletă este un termen care se folosește spre a descrie concentrația parfumului, apa de toaletă fiind mai puțin persistentă ca și apa de parfum, însă mai puternică decât apa de colonie.

#### Tipuri de parfumuri cu bază de alcool
Apa de toaletă are o concentrație mai slabă decât parfumul pur. Concentrația tipică de ingrediente aromatice este următoarea (concentrații ascendente):
- After shave: 1-3 % componente aromatice
- Eau de Cologne (EdC): parfumuri citrice cu aproximativ 2-6 % concentrație de parfum și alte componente aromatice
- Eau de Toilette (EdT): 5-15 % (de regulă ~10 %) componente aromatice
- Eau de Parfum (EdP), Parfum de Toilette (PdT): 10-20 % (de regulă ~15 %) componente aromatice. Uneori se mai numește ”eau de parfum” sau ”millésime”
- Extract de Parfum (Extrait): 15-40 % (de regulă 20 %) componente aromatice

Uleiurile de parfum sunt adesea diluate, deși nu întodeauna și necesitatea acestuia împarte părerile. Cel mai folosit solvent este etanolul
sau un amestec de apă cu etanol.
Parfumul are o compoziție de 10-20 % uleiuri aromatice cu alcool (acesta fiind agentul de difuzare, care distribuie parfumul) și o urmă de apă. 
Apa de colonie are 3-5% uleiuri de parfum, amestecate cu 80-90 % alcool și între 5-15 % apă. Inițial, apa de colonie era o compoziție de uleiuri citrice, precum portocalele, lămâiele, limeul și grapefruit. Acestea erau amestecate cu lavandă sau neroli (ulei de floare de portocală).
Apa de toaletă are 2-8 % ulei de parfum și până la 60-80% alcool, apa completând compoziția. Apa de parfum sau apa de toaletă nu aveau aceste delimitări.
Apa de toaletă este mai puțin concentrată decât celelalte ape parfumate, cu bază de alcool, menționate înainte.

#### Familii olfactive
Apele parfumate pot fi grupate în diferite familii olfactive, pe teme sau acorduri:
- Florale: Parfumuri care sunt dominate de esența unei sau mai multor flori. Când se utilizează o singură floare parfumurile se numesc soliflore.
- Chypre: Parfumuri produse pe un amestec de bergamote, mușchi de stejar, patchiouli și labdanum. Această familie de parfumuri și-a căpătat denumirea de la parfumul cu același nume creat de François Coty.
- Aldehidice: Parfumuri care încorporează o familie de substanțe chimice cunoscute sub numele de aldehide.
- Fougère: (Ferigă): Parfumuri cu o bază de lavandă, cumarină și mușchi de stejar. Din această familie fac parte preponderent parfumuri masculine, care este caracterizată prin mirosuri erbacee sau lemnoase.
- Piele: O familie de parfumuri care combină esențe de miere, tutun, lemn, și gudron de lemn, cu un miros care se aseamănă cu cel de piele.
- Lemnoase: Parfumuri în care domină esențele lemnoase, în mod tipic de lemn de santal sau de cedru. Paciuli, cu mirosul său de camfor este utilizat frecvent în aceste parfumuri.
- Orientale ori ambru: O clasă răspândită de parfumuri combină esența de vanilie sau alte esențe de natură animală cu esențe florale sau lemnoase. Parfumul mai poate conține uleiuri de camfor și rășini.
- Citrice: O familie veche de parfumuri care, până de curând, consta în special din ape de colonie "răcoritoare" datorită tenacității reduse a esențelor citrice. Producerea de noi compuși aromatici a permis crearea unor parfumuri care utilizează cu precădere esențe citrice.